# Vela nos Jogos Olímpicos de Verão de 1912 - 12 Metre
As provas da classe 12 Metre da vela nos Jogos Olímpicos de Verão de 1912 ocorreram entre 20 e 22 de julho daquele ano na costa de Nynäshamn na Suécia. Duas regatas foram programadas, além de eventuais saídas de barco. Para esta classe, houve 27 marinheiros, em 3 barcos, de 3 nações inscritas. 

## Calendário
| ● | Competições desportivas | ● | Finais |

| 8 Metre                   |  | ● | ● | ● |  | Corridas internacionais | Corridas internacionais | Corridas internacionais | Corridas internacionais | Corridas internacionais | Corridas internacionais | Corridas internacionais | Corridas internacionais | Corridas internacionais |
| Total de medalhas de ouro |  |   |   | 1 |  |                         |                         |                         |                         |                         |                         |                         |                         |                         |

## Configuração do curso
O percurso A ilustrado na figura a seguir foi usado durante as regatas olímpicas de 12 Metre de 1912 em todas as duas corridas:

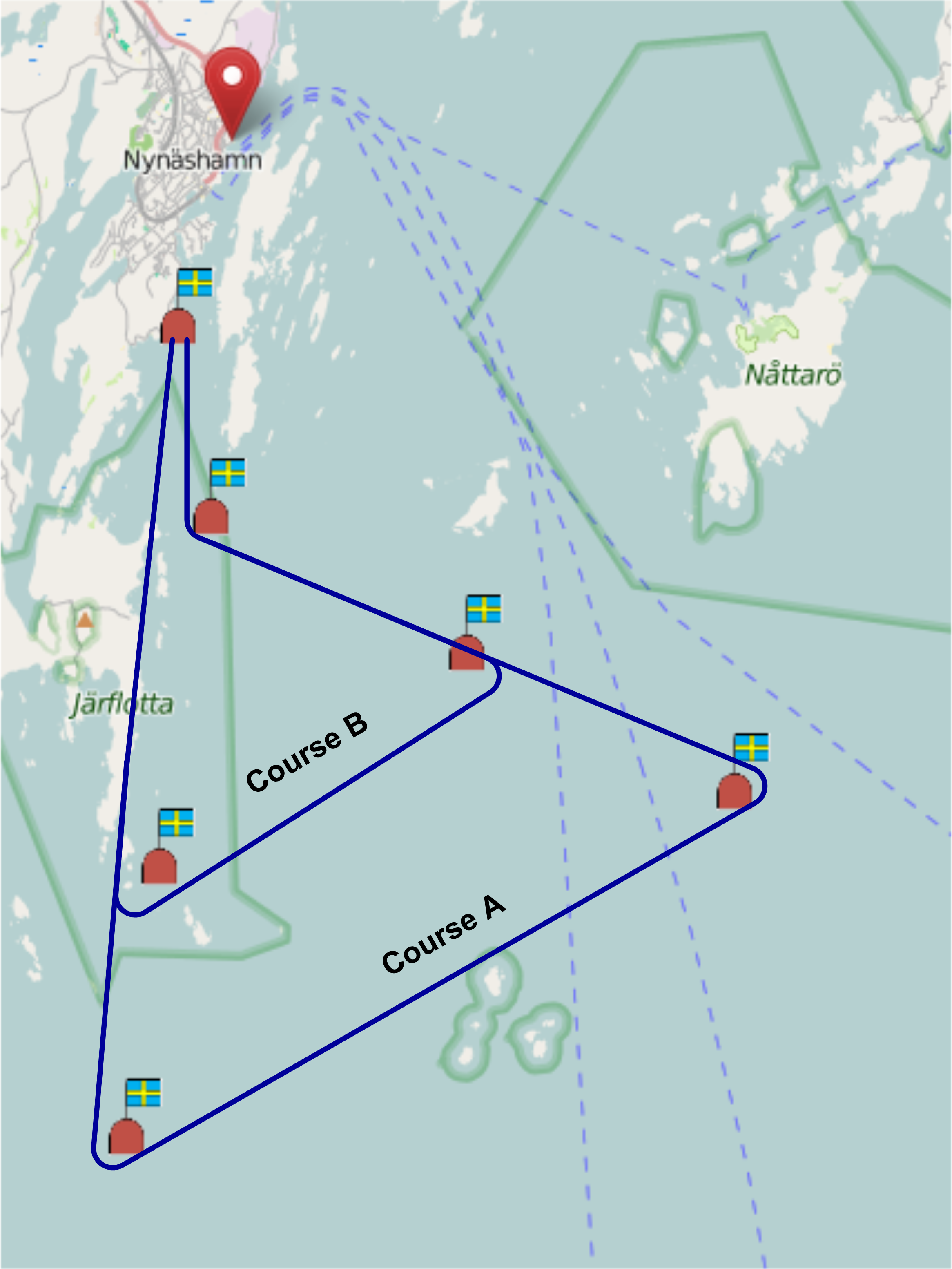
Área do curso

## Medalhistas
O grupo norueguês Johan Anker, Nils Bertelsen, Eilert Falch-Lund, Halfdan Hansen, Arnfinn Heje, Magnus Konow, Alfred Larsen, Petter Larsen, Christian Staib e Carl Thaulow finalizou a competição em primeiro lugar, conquistando a medalha de ouro. A prata firmou-se com os suecos Nils Persson, Per Bergman, Dick Bergström, Kurt Bergström, Hugo Clason, Folke Johnson, Sigurd Kander, Ivan Lamby, Erik Lindqvist e Hugo Sällström. Por fim, a medalha de bronze ficou com a equipe finlandesa Ernst Krogius, Ferdinand Alfthan, Pekka Hartvall, Jarl Hulldén, Sigurd Juslén, Eino Sandelin e Johan Silén.
|  | NOR Noruega |  | SWE Suécia |  | FIN Finlândia                                                                                       |
|  | Johan Anker Nils Bertelsen Eilert Falch-Lund Halfdan Hansen Arnfinn Heje Magnus Konow Alfred Larsen Petter Larsen Christian Staib Carl Thaulow |  | Nils Persson Per Bergman Dick Bergström Kurt Bergström Hugo Clason Folke Johnson Sigurd Kander Ivan Lamby Erik Lindqvist Hugo Sällström |  | Ernst Krogius Ferdinand Alfthan Pekka Hartvall Jarl Hulldén Sigurd Juslén Eino Sandelin Johan Silén |

## Resultados
Estes foram os resultados da competição:
| Pos.              | Embarcação              | Tripulação | 1ª regata | 1ª regata | 1ª regata | 2ª regata | 2ª regata | 2ª regata | Pontos totais |
| Pos.              | Embarcação              | Tripulação | Pos.      | Tempo     | Pontos    | Pos.      | Tempo     | Pontos    | Pontos totais |
| ----------------- | ----------------------- | --- | --------- | --------- | --------- | --------- | --------- | --------- | ------------- |
| Medalha de ouro   | Magda IX · Noruega      | Johan Anker Nils Bertelsen Eilert Falch-Lund Halfdan Hansen Arnfinn Heje Magnus Konow Alfred Larsen Petter Larsen Christian Staib Carl Thaulow | 1         | 3h17'17"  | 7         | 1         | 3h32'00"  | 7         | 14            |
| Medalha de prata  | Erna Signe · Suécia     | Nils Persson Per Bergman Dick Bergström Kurt Bergström Hugo Clason Folke Johnson Sigurd Kander Ivan Lamby Erik Lindqvist Hugo Sällström        | 2         | 3h24'13"  | 3         | 2         | 3h48'06"  | 3         | 6             |
| Medalha de bronze | Heatherbell · Finlândia | Ernst Krogius Ferdinand Alfthan Pekka Hartvall Jarl Hulldén Sigurd Juslén Eino Sandelin Johan Silén                                            | 3         | 3h25'45"  | 1         | 3         | 3h48'55"  | 1         | 2             |